# لويس بيرالتا
لويس بيرالتا (بالإسبانية: Luis Ángel Peralta)‏ هو لاعب كرة قدم نيكاراغوي في مركز الوسط، ولد في 12 أكتوبر 1988 في تشينانديغا في نيكاراغوا. لعب مع C.D. Walter Ferretti ‏.

## وصلات خارجية
- لويس بيرالتا على موقع ناشيونال فوتبول تيمز (الإنجليزية)
- لويس بيرالتا على موقع Soccerway.com (الإنجليزية)